# Nasciturus (Schweiz)
Als Nasciturus (lat. „der geboren werden wird“) wird das bereits gezeugte, aber noch ungeborene Kind bezeichnet. Ein menschlicher Embryo wird nach der Einnistung in die Gebärmutterschleimhaut als Nasciturus bezeichnet.
Im schweizerischen Recht finden sich Bestimmungen zum Recht auf Leben im Grundrechtsteil der Bundesverfassung (BV), zu den strafbaren Handlungen gegen Leib und Leben in Art. 111 ff. StGB sowie zur Rechts- und Erbfähigkeit in Art. 31, 544 f. ZGB.

## Bundesverfassung der Schweizerischen Eidgenossenschaft
Das Recht auf Leben und Integrität, insbesondere das Recht auf körperliche und geistige Unversehrtheit, geniesst Verfassungsrang und wird in Art. 10 BV für jeden Menschen garantiert. Die Verfassung definiert allerdings weder, was ein „Mensch“ ist, noch, wann das rechtlich geschützte Menschsein beginnt. Strittig ist deshalb, ob der Rechtsschutz mit der Befruchtung, der Nidation oder der Geburt eintritt.
Einigkeit dürfte dahingehend bestehen, dass das vorgeburtliche Leben bis zu einem gewissen Grad von der Verfassung geschützt wird, wobei Fragen nach der dogmatischen Charakterisierung dieses Schutzanspruchs und die genaue Tragweite im Einzelnen nach wie vor ungeklärt sind. Während einige meinen, das geschützte Leben des einzelnen Menschen beginne mit der Geburt, betonen andere, dass Eingriffe in die Integrität von Embryonen und Föten Krankheiten oder Behinderungen des künftigen Kindes verursachen können und gehen daher von einer Vorwirkung des Integritätsrechts aus. Diese Vorwirkung des Schutzanspruchs mache die betroffenen Embryonen und Föten jedoch nicht zu Trägern eines Rechts auf Leben. Andere Stimmen in der Literatur sprechen das Recht auf Leben dagegen auch dem Embryo oder Fötus zu und leiten es aus Art. 119 BV ab. Danach sind im Bereich der Fortpflanzungsmedizin und der Gentechnologie auch Embryonen vor Eingriffen zu schützen.
Unter Hinweis auf den engen Geltungsbereich der in Art. 10 BV gewährleisteten Grundrechte wird auch vertreten, den öffentlich-rechtlichen Persönlichkeitsschutz für die Zeit vor der Geburt direkt auf die Achtung der Menschenwürde in Art. 7 BV zu stützen. Menschliches Leben habe nach dem Konzept der Menschenwürde einen unantastbaren Eigenwert, wozu die natürlichen Bedingungen der Menschwerdung durch Zeugung, Entwicklung im Mutterleib und Geburt gehörten. Die Menschenwürde entfalte in dieser Funktion zwar Schutzwirkungen hinsichtlich des ungeborenen Lebens, ohne diesem jedoch die Grundrechtsträgerschaft zu verleihen. Angesichts des rechtlichen Stellenwertes eines solchen verfassungsprägenden Prinzips handele es sich dabei nicht um eine Vorschrift, welche dem ungeborenen Leben konkrete Rechtsansprüche verschaffe.

## Strafrecht
Die Straftaten gegen Leib und Leben im Zweiten Buch des Schweizerischen Strafgesetzbuchs schützen das pränatale Leben in den Bestimmungen über den Schwangerschaftsabbruch (Art. 118 bis 120 StGB). Mit dem Einsetzen des Geburtsvorgangs tritt an deren Stelle der Schutz der Tötungs- oder der Körperverletzungsdelikte. Mit dem vollständigen Austritt des Kindes aus dem Körper der Mutter ist die Geburt vollendet. Vor der Geburt ist das menschliche Leben durch die Bestimmungen über die Abtreibung geschützt und eine Tötung im Sinne der Art. 111–117 StGB ausgeschlossen.

## Zivilrecht
Die Persönlichkeit beginnt mit dem Leben nach der vollendeten Geburt und endet mit dem Tode. Vor der Geburt ist das Kind unter dem Vorbehalt rechtsfähig, dass es lebendig geboren wird (Art. 31 ZGB). Die Rechtsfähigkeit des Nasciturus beginnt demnach mit dem Zeitpunkt der Zeugung, d. h. der Verschmelzung der
Keimzellen (Befruchtung). Die Regelung kann zu haftpflichtrechtlichen Ansprüchen des Kindes führen, sofern schädigende Handlungen während der Schwangerschaft eine gesundheitliche Beeinträchtigung bewirkt haben. Grundlage dafür ist aber das Integritätsrecht des geborenen Kindes und nicht des Fötus. Die Ansprüche materialisieren sich jedenfalls mit der Lebendgeburt. Auch eine  Vaterschaftsklage ist schon vor der Niederkunft zulässig (Art. 263 ZGB).
Im Fall einer künstlichen Befruchtung ist strittig, ob die Rechtsfähigkeit analog Art. 31 Abs. 2 ZGB beginnt oder erst mit der Nidation.
Das Kind ist vom Zeitpunkt der Empfängnis an unter dem Vorbehalt erbfähig, dass es lebendig geboren wird (Art. 544 ZGB). Einem noch nicht empfangenen Kind (nondum conceptus) kann auf dem Wege der Nacherbeneinsetzung oder des Nachvermächtnisses die Erbschaft oder eine Erbschaftssache zugewendet werden (Art. 545 ZGB).